# Rewind, Replay, Rebound
Rewind, Replay, Rebound ist das siebte Studioalbum der dänischen Metal-Band Volbeat. Es erschien am 2. August 2019 über Vertigo Records und ist das erste Album mit dem Bassisten Kaspar Boye Larsen.

## Entstehung

### Songwriting
Im Juni 2018 kündigte Sänger Michael Poulsen ein neues Volbeat-Album für das Jahr 2019 an. Nach dem Ende der Stadiontournee durch Nordamerika im Vorprogramm von Metallica habe die Band angefangen, Ideen für ein neues Album zu sammeln. Neben ihm habe auch der Gitarrist Rob Caggiano einige Lieder geschrieben. Im Sommer 2018 spielten Volbeat bei zahlreichen Musikfestivals und planten, ab Juli 2017 in Dänemark an den Ideen weiterzuarbeiten. Eines der ersten fertig gestellten Lieder war The Everlasting, das auf der im Dezember 2018 erschienenen Live-DVD Let’s Boogie! Live from Telia Parken veröffentlicht wurde und laut Poulsen „mit Sicherheit“ auf dem neuen Album vertreten sein wird.
Für das neue Album experimentierte Michael Poulsen mit neuen Stilelementen und Gesangsarten. Als er Freunden Demoaufnahmen vorspielte, wurde er gefragt, wer da denn singen würde. Als Poulsen erwähnte, dass er singe, wären seine Freunde fassungslos gewesen. Dass die Band auf ihrem neuen Album mehr Rock- als Metalsongs aufgenommen hat, bezeichnete Poulsen als die Progression der Band. Metal wäre immer noch ein Einfluss der Band, jedoch müssten die Musiker diese Einflüsse laut Poulsen „zur rechten Zeit einbringen wenn sie Sinn machen“.

„Während des Songwritings haben wir im Proberaum mit einigen old-schooligen Metal-Tracks rumgespielt, und auf einmal sagten wir uns: Wow, wir haben hier drei richtig schnelle Thrash-Songs. Wir hatten aber ein bißchen Angst, dass diese Lieder davon ablenken könnten, worum es bei Volbeat als Gesamtpaket geht.“

Laut Poulsen hat die Band die drei besagten Lieder zurückgehalten, um sie eventuell als EP zu veröffentlichen. Der neue Bassist Kaspar Boye Larsen hat laut Michael Poulsen viele eigene Ideen eingebracht, während sein Vorgänger Anders Kjølholm laut Poulsen „eher das gespielt hat, was man ihm gesagt hat“. Aus diesem Grund wäre der Bass auf dem neuen Album „erstmals richtig präsent“.

### Aufnahmen
Die Aufnahmen für das Album begannen Ende November 2018. Produziert wurde das Album erneut von Jacob Hansen, während Michael Poulsen und Rob Caggiano als Co-Produzenten fungierten. Erneut sind zahlreiche Gastmusiker auf dem Album vertreten. Mia Maja steuerte bei diversen Titel Hintergrundgesänge bei. Darüber hinaus tritt der Harlem Gospel Choir erneut auf. Bei dem Lied Die to Live sind Neil Fallon von der Band Clutch als Gastsänger, Raynier Jacob Jacildo am Klavier und Doug Corcoran am Saxofon zu hören. Bei dem Lied Cheapside Sloggers steuerte Gary Holt von den Bands Exodus bzw. Slayer ein Gitarrensolo bei.

### Veröffentlichung
Nachdem das Lied The Everlasting bereits auf der im Dezember 2018 erscheinen DVD veröffentlicht worden war, folgte am 10. Mai 2019 das Lied Parasite, das mit einer Spielzeit von 40 Sekunden das kürzeste der Bandgeschichte ist. Das Lied sorgte für erhitzte Gemüter unter den Fans, was laut Michael Poulsen auch so gewollt war.

„Jedenfalls hat es uns Spaß bereitet, unsere Fans ein bisschen zu foppen und zu trollen. Es gibt heute unzählige Möglichkeiten von Eigenreklame. Man kann den konventionellen Weg gehen, und alles ist schnell wieder vergessen, oder man macht etwas Ungewöhnliches und erzielt damit eine Reaktion, die ein paar Wochen anhält. Letzlich sollte man das alles aber auch nicht zu ernst nehmen.“

Fünf Tage später wurde das Album angekündigt und das Lied Leviathan vorgestellt. Am 13. Juni 2019 wurde das Musikvideo für das Lied Last Day Under the Sun veröffentlicht. Erstmals benutzte die Band ein Foto als Albumcover statt wie bislang eine Zeichnung. Es zeigt ein Schwarz-Weiß-Bild von einer Gruppe Jungen aus den 1920er Jahren. Laut Poulsen hätte schon das Vorgängeralbum Seal the Deal & Let’s Boogie ein Foto auf dem Albumcover haben sollen. Aus Zeitgründen fanden die Musiker jedoch kein passendes Bild, so dass die Idee verworfen wurde.
Neben der regulären Version erscheint das Album in einer Deluxe-Edition mit einer zweiten CD. Diese enthält die Lieder Under the Influence, Immortal but Destructible und Die to Live sowie Demoversionen der Lieder Last Day Under the Sun, Rewind the Exit, When We Were Kids, Maybe I Believe und Leviathan. Außerdem erscheint das Album als Special Deluxe Edition Box Set sowie auf transparentem sowie blauen Vinyl, jeweils auf 1000 Exemplare limitiert.

## Presseboykott
Einen Tag vor der Veröffentlichung des Albums veröffentlichten neun dänischen Medien einen offenen Brief, in dem sie ankündigten, nicht über die Band und das Album zu schreiben. Zu den Unterzeichnern gehören die Tageszeitungen Information, Berlingske, Jyllands-Posten und Politiken, die Boulevardzeitung Ekstra Bladet, das Musikmagazin Gaffa und die Onlinemagazine Devilution, Poplish und Blastbeat. Ekstra Bladet und Devilution hatten zuvor für Volbeats Konzert im Telia Parken im August 2017 ohne Angabe von Gründen keine Akkreditierung erhalten. Auch bei den Konzerten von Volbeat in Dänemark im Sommer 2018 erhielten beide Medien keine Akkreditierung. Beide ausgeschlossenen Medien hatten zuvor negative Kritiken über die Band veröffentlicht.
Nachdem sowohl Ekstra Bladet als auch Devilution auf Anweisung der Band vorab nicht mit Promoexemplaren des Albums bemustert wurden, schlossen sich die oben genannten Medien zusammen. Sie erklärten, dass „der mangelnde Respekt der Band für eine freie und unabhängige Presse nicht toleriert wird“ und dass die involvierten Medien solange nicht mehr über die Band schreiben werden, bis die Band, die Plattenfirma, das Management oder der Promoter den Pressebann aufhebt.

## Hintergrund
Laut Michael Poulsen bezieht sich der Albumtitel und das Covermotiv auf die Band und ihre musikalische Entwicklung. Rewind steht für die frühere Zeit, Replay steht für die Inspiration des alten Materials von Volbeat, während Rebound dafür steht, die alten Inspirationen zu nehmen und diese zu verbessern. In den Texten geht es um Kindheitserinnerungen, aber auch um die Erfahrungen, die Sänger Michael Poulsen seit der Geburt seiner Tochter gemacht hat. Der Titel des letzten Liedes auf dem Album 7:24 bezieht sich auf die Uhrzeit, um die Poulsens Tochter geboren wurde.

„Ein Kind lässt einen das Leben mit ganz anderen Augen sehen. Man hat plötzlich die Möglichkeit, seine eigene Vergangenheit neu zu betrachten. Als ich mit dem Texten anfing, hat mich dieser Rückblickaspekt sehr fasziniert. Man erlebt gewisse Teile und Erinnerungen seiner eigenen Kindheit als Vater noch einmal.“

Der Text zu Last Day Under the Sun wurde durch ein Buch über den Sänger Johnny Cash inspiriert. Als dieser große Probleme mit Alkohol und anderen Drogen hatte, legte er sich häufiger Nachts in eine Höhle um zu Sterben. Am nächsten Morgen wachte Cash auf und hatte das Gefühl, dass er noch eine zweite Chance bekommen hätte. When We Were Kids beschäftigt sich mit Gedanken über Unsterblichkeit und Unschuld, die sich jeder Mensch in seiner Jugend macht. Rewind the Exit und Die to Live hingegen handeln davon, dass das menschliche Streben nach Perfektion ein leeres Ziel ist.
Der Titel Cheapside Sloggers bezieht sich auf die Fernsehserie Peaky Blinders – Gangs of Birmingham. Bei der in The Awakening of Bonnie Parker genannten Person handelt es sich um den weiblichen Teils des US-amerikanischen Verbrecherduos Bonnie und Clyde.

## Rezensionen
Laut Sebastian Kessler vom deutschen Magazin Metal Hammer würde es „selbst dem größten Zyniker schwer fallen, unter den 14 Stücken keine(n) Lieblings-Song(s) zu entdecken“. Sänger Michael Schön Poulsen würde „variantenreich wie nie zuvor singen“. Rewind, Replay, Rebound wäre ein „charmantes Sommeralbum“, wofür Kessler 5,5 von sieben Punkte vergab. Für Ronny Bittner vom deutschen Magazin Rock Hard markiert Rewind, Replay, Rebound „den (bis dato) traurigen Höhepunkt der Entwicklung, dass die Band den Weichspüler beständig überdosiert wird“. Der Fokus liege „auf süßlichen Radio-Nummern“. Bei dem „hölzern arrangierten Material schlafen einem regelmäßig die Füße ein, weil weder in der Gitarrenarbeit noch bei den Gesangsmelodien originelle Akzente gesetzt werden“. Weil „alles wie am Reißbrett entworfen“ wirkt, vergab Bittner sechs von zehn Punkten.
Deutlich schärfer fiel die Kritik von Andreas Schiffmann vom deutschen Magazin Visions aus. Michael Poulsens „kreative Verarmung“ würde sich auf dem siebten Album der Band fortsetzen, während „die Kasse der Band erneut klingeln dürfte“. Lieder wie Die to Live, Leviathan und Last Day Under the Sun bezeichnete Schiffmann als „Stangenware“, die „nicht verhelen, wie seicht das Quartett mittlerweile klingt“. Neben „vielen unsagbar beliebigen Melodien“ kritisierte Schiffmann insbesondere das Lied Maybe I Believe, in dem sich die Gruppe „in die Radioniederungen von Tim Bendzko oder Max Giesinger begibt“. Schiffmann vergab vier von zwölf Punkten.
David Hune vom SLAM alternative music magazine konnte dem Album, welches „neue Einflüsse mit den typischen Trademarks der Band“ vereine, viel Positives abgewinnen. Insbesondere die stilistische Vielfalt, die er in Liedern wie Last Day Under the Sun, Die to Live oder The Everlasting zu erkennen vermochte, konnte den Redakteur in seiner Ausgangsthese bestätigen, auf Basis derer er am Ende ein durchaus positives Fazit fällte.

## Kommerzieller Erfolg

### Chartplatzierungen
Rewind, Replay, Rebound erreichte Platz eins der Albumcharts in Deutschland, Österreich und der Schweiz. In ihrem Heimatland Dänemark erreichte das Album nach fünf Nummer-eins-Alben in Folge nur Platz zwei. Zuvor verpasste lediglich das Debütalbum The Strength / The Sound / The Songs die Chartspitze. Im Vereinigten Königreich erreichte das Album mit Platz sieben eine neue Höchstplatzierung, während das Album in den USA mit Platz 27 die zweitschlechteste Platzierung der Bandgeschichte erreichte.
| ChartsChartplatzierungen       | Höchstplatzierung | Wochen |
| ------------------------------ | ----------------- | ------ |
| Dänemark (IFPI/Nielsen)        | 2 (11 Wo.)        | 11     |
| Deutschland (GfK)              | 1 (39 Wo.)        | 39     |
| Österreich (Ö3)                | 1 (60 Wo.)        | 60     |
| Schweiz (IFPI)                 | 1 (16 Wo.)        | 16     |
| Vereinigte Staaten (Billboard) | 27 (2 Wo.)        | 2      |
| Vereinigtes Königreich (OCC)   | 7 (1 Wo.)         | 1      |

| ChartsJahrescharts (2019) | Platzierung |
| ------------------------- | ----------- |
| Dänemark (IFPI/Nielsen)   | 55          |
| Deutschland (GfK)         | 9           |
| Österreich (Ö3)           | 18          |
| Schweiz (IFPI)            | 39          |

### Auszeichnungen für Musikverkäufe
| Land/Region        | Auszeichnungen für Musikverkäufe (Land/Region, Auszeichnung, Verkäufe) | Verkäufe |
| ------------------ | ---------------------------------------------------------------------- | -------- |
| Dänemark (IFPI)    | Platin                                                                 | 20.000   |
| Deutschland (BVMI) | Gold                                                                   | 100.000  |
| Österreich (IFPI)  | Platin                                                                 | 15.000   |
| Schweden (IFPI)    | Gold                                                                   | 15.000   |
| Insgesamt          | 2× Gold · 2× Platin ·                                                  | 150.000  |